# Fontaine-Soyer
Fontaine-Soyer est une ancienne commune française, située dans le département de la Côte-d'Or et la région Bourgogne-Franche-Comté.

## Histoire
La commune a disparu officiellement le 1er janvier 1806 à la suite de son rattachement à Dijon.

## Administration
| Période                                  | Période | Identité | Étiquette | Qualité |
| ---------------------------------------- | ------- | -------- | --------- | ------- |
|                                          |         |          |           |         |
| Les données manquantes sont à compléter. |         |          |           |         |